# Can Santaeulària (Guissona)
Can Santaeulària és una obra modernista de Guissona (Segarra) inclosa a l'Inventari del Patrimoni Arquitectònic de Catalunya.

## Descripció
Edifici Modernista de planta baixa i dos pisos més golfes. A la planta baixa dues portes voltades per motllura de pedra picada, amb formes sinuoses a la part superior, que recolza sobre sòcol d'igual material. La resta de la façana de carreus rectangulars.
Al primer i al segon pis, hi ha dos balcons amb motllura sinuosa i mènsula central; al primer pis hi ha una balconada de ferro forjat iguals que els dos balcons dels segon pis. A les golfes, obertures circulars amb motllura. Sota el ràfec, hi ha mènsules de pedra.